# Арклоу (станция)
Арклоу — железнодорожная станция, открытая 16 ноября 1863 и обеспечивающая транспортной связью одноимённый город в графстве Уиклоу, Республика Ирландия. На станции две платформы, одна из которых используется для пропуска и разъезда поездов.

## История
Станция была построена Dublin and South Eastern Railway, в начале XX века вошла в состав Great Southern and Western Railway и затем поглощена Great Southern Railways в соответствии с проектом объединения железных дорог «Railways (Great Southern) Preliminary Amalgamation Scheme» от 12 ноября 1924 года.
Была национализирована и передана Coras Iompair Éireann по Транспортному Закону 1944 года, вступившему в силу с 1 января 1945 года, и в 1986 году — Iarnród Éireann.

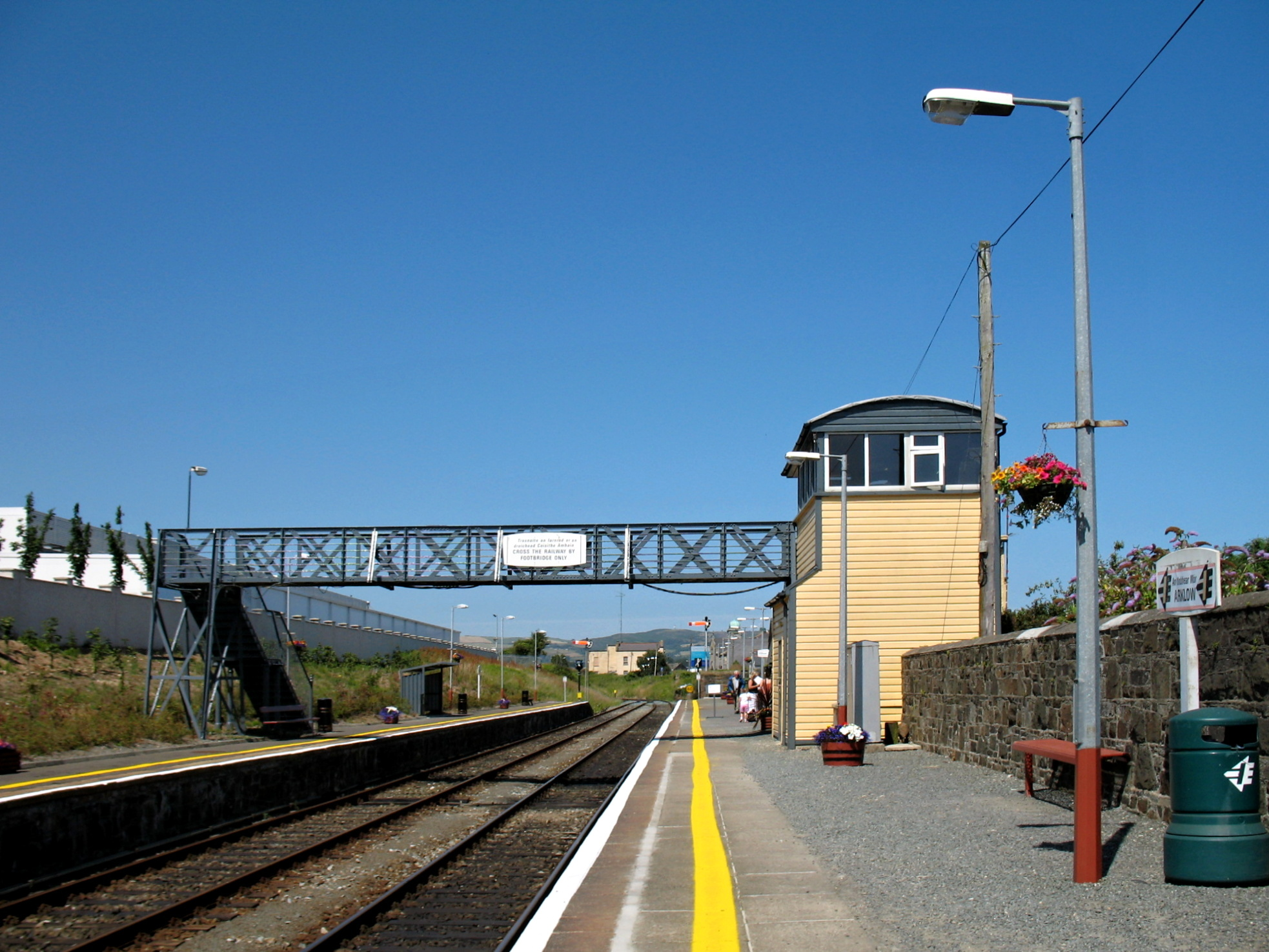
Станция Арклоу в 2006 году

## Современность
Как и на других станциях между Уиклоу и Рослэр Европорт, на станции Арклоу c апреля 2008 года прекратилось использование семафорной сигнализации и электро-жезловой системы, в связи с переводом линии под управление системы мини-СЦБ. Цветовая-схема семафорной сигнализации используется с 1977 года.